# 1998 XY95
1998 XY95, também escrito como 1998 XY95, é um corpo menor que está localizado no disco disperso, uma região do Sistema Solar. Este corpo celeste é classificado como um cubewano. Ele possui uma magnitude absoluta de 6,2 e tem um diâmetro estimado com cerca de 253 km.

## Descoberta
1998 XY95 foi descoberto no dia 12 de dezembro de 1998 pelos astrônomos A. Fitzsimmons e E. Fletcher.

## Órbita
A órbita de 1998 XY95 tem uma excentricidade de 0,425 e possui um semieixo maior de 64,831 UA. O seu periélio leva o mesmo a uma distância de 37,246 UA em relação ao Sol e seu afélio a 92,417 UA.